# Matild Manukyan
Matild Manukyan (1914 - 17 février 2001) est une femme d'affaires turque d'origine arménienne ayant fait fortune dans le proxénétisme à Istanbul. Dans les années 1990, elle a été pendant cinq années consécutives la plus importante contribuable de cette ville.

## Biographie
Née en 1914 dans une famille arménienne de la haute société, elle est éduquée dans l'institution francophone pour filles Notre-Dame de Sion. Elle se lance tout d'abord dans la haute couture, fondant un atelier puis entre dans le milieu de la prostitution après que l'un de ses débiteurs, incapable de payer ses dettes lui ait offert l'une de ses maisons closes en contrepartie.
Elle entre alors de plain-pied dans le milieu du proxénétisme et connait l'apogée dans les années 1990, possédant à cette époque une chaîne de 32 maisons closes. Durant cette décennie, elle est pendant cinq années consécutives la contribuable la plus importante d'Istanbul. Sa probité est reconnue par les autorités, y compris le président Turgut Özal en personne. Elle affiche ainsi sur les murs de sa demeure de nombreuses lettres officielles louant son sens civique.
Dans une interview, elle révèle être propriétaire de 70 commerces et 500 appartements à Istanbul ainsi que 200 à Yalova, de trois hôtels cinq étoiles à Antalya et Alanya, de dix villas à Kyrenia (Chypre du Nord) ainsi que d'une flotte de 220 taxis et d'une usine à Istanbul.
Sa fortune qu'elle réinvestit dans l'immobilier provoque des jalousies. En 1995, elle est victime d'un attentat à la voiture piégée dont elle ressort grièvement blessée. Elle subit douze opérations mais garde des séquelles de l'attaque pour le restant de sa vie. En 1996, une affaire judiciaire ternit sa réputation. Elle est accusée d'employer des mineures dans son établissement. Cette même année, elle annonce sa conversion à l'islam ; sa décision consécutive de financer la construction d'une mosquée provoque la fureur d'une partie de l'opinion publique turque. La plus haute autorité religieuse du pays, Mehmet Nuri Yilmaz, à la tête de la présidence des affaires religieuses de la république prend néanmoins sa défense, arguant que la conversion lave les péchés de la vie antérieure.
Elle meurt en février 2001 à 87 ans. Son unique héritier est son fils, Kerope Cilingir, élevé aux États-Unis.